# Star Industry
Star Industry est un groupe belge de dark rock, originaire de Maasmechelen, en Région flamande.

## Histoire
Le groupe est formé en 1996 par Peter Beckers (chant, guitare), Xavier « Pssyche » Vranken (guitare) et Stijn « Stign » Kuijpers (basse) à Maasmechelen, en Belgique. En 1997, Marc Haerden (batterie) et Peter « Utz » Gerits (synthétiseur) rejoignent le groupe et complètent le line-up. En 1997, le premier album studio Iron Dust Crush sort qui comprend la chanson la plus connue, Nineties. La première édition de 1997 est rapidement épuisée, de sorte qu'une réédition avec deux chansons bonus (Egypt et Ceremonial Live in Gent) est publiée l'année suivante. 
Pendant cette période, Star Industry reçoit de bonnes critiques en Europe. Lors de concerts et de festivals, ils partagent la scène avec des groupes comme The Sisters of Mercy, Front 242, Paradise Lost, Clawfinger et HIM. Marc Haerden quitte le groupe en 1999 et est remplacé par Kurt Lantin à la batterie. En 2000, le New Millennium E.P. est publié.
Le deuxième album studio Velvet, sort en 2001 et contient The Look, un tube du groupe Roxette. Last Crusades, sorti en 2007, est le troisième album studio du groupe. Il atteint la septième place dans les Deutschen Alternative Charts. Le premier album live de l'histoire du groupe, Black Angel - White dEVIL, sort en 2008. Il contient l'enregistrement d'un concert à Madrid. Une version limitée contient le premier album Iron Dust Crush comme CD bonus. La même année, l'album Velvet est également réédité.
En juin et juillet 2011, Star Industry joue pour la première fois en Chine et en mai 2012, il donne son premier concert live aux États-Unis. Le 27 mars 2015, le groupe sort son quatrième album studio, The Renegade,,, précédé en 2014 par l'EP Eilyne.
Le membre fondateur Stijn Kuijpers (15 décembre 1969 - 28 octobre 2021) décède de manière inattendue à l'âge de 51 ans d'une déchirure de l'aorte. 

## Discographie

### Albums studio
- 1997 : Iron Dust Crush
- 2001 : Velvet
- 2007 : Last Crusades
- 2008 : Black Angel - White DeVIL (album live)
- 2015 : The Renegade

### Singles et EP
- 2000 : New Millennium E.P.
- 2014 : Eilyne